# Saint-Martin-le-Bouillant

Saint-Martin-le-Bouillant este o comună în departamentul Manche, Franța. În 1 ianuarie 2022 avea o populație de 312 de locuitori.